# Biskoupský kopec
Biskoupský kopec (397 m n. m.) se nachází v Jevišovické pahorkatině, poblíž obce Biskoupky v okrese Brno-venkov.

## Ochrana přírody
Vrcholová partie a část svahů jsou chráněny jako přírodní památka Biskoupský kopec. Důvodem ochrany je lokalita koniklece velkokvětého (Pulsatilla grandis).